# Religia Awarów
Religia Awarów – zespół wierzeń wyznawanych przez plemiona tworzące Kaganat Awarów, noszący cechy charakterystyczne dla środkowoazjatyckiego szamanizmu. Ze względu na szczupłość danych pisanych wiedza o religii Awarów pochodzi głównie ze znalezisk archeologicznych i badań porównawczych.

## Panteon
Mamy jedynie śladowe wiadomości na temat panteonu awarskiego. W relacji Ewagriusza, autora Żywota św. Pankracego jeńcy awarscy mieli rzec: My czcimy jako bóstwa wizerunki wszelkiego rodzaju czworonogów, ogień i wodę i nasze miecze. Trudno przede wszystkim ocenić czy jest to autentyczna wypowiedź, czy synteza obserwacji bizantyjskich na temat religii Awarów. Domyślać się z niej można rozbudowanego kultu bóstw opiekuńczych oraz miejsc i przedmiotów związanych z kultem przodków. Bóstwa wyobrażano w postaci zwierząt – mitologicznych przodków rodów, czczono niebo, księżyc i żywioły – w tym wodę i ogień. Według Ewagriusza Awarowie posiadali plastyczne wizerunki swoich bóstw. W czasie bitwy wystawiali idole w kierunku wojsk bizantyjskich w nadziei przechylenia zwycięstwa na swoją stronę. Przy takim idolu kagan składał też przysięgę księciu Longobardów Pechtaritowi.

## Szamanizm
Kult przodków i wiara w tego rodzaju bóstwa opiekuńcze wskazuje na system wierzeń charakterystyczny dla środkowoazjatyckiego szamanizmu. Jego wykład znajduje się na datowanym na okres wczesnoawarski kościanym puzdrze z Morkina. Na rytach puzdra przedstawiony został trójpoziomowy podział świata upostaciowany w obrazie kosmicznego drzewa. Jego korzenie wrastają w świat podziemny, pień – świat środkowy stanowi siedzibę ludzi, a 9 konarów sięga górnego świata. Drabina oparta o drzewo służy szamanowi do komunikacji pomiędzy światem żywych, światem przodków i bóstwami opiekuńczymi.

## Szamani
Każdy ród miał swego szamana, który interweniował w sytuacjach codziennego życia, gdy ingerencja „górnego świata” lub kontakt z duchami przodków były szczególnie niezbędne. Szamani (którymi były również kobiety) nie tworzyli wyodrębnionego stanu kapłańskiego, chociaż istniał u Awarów szaman naczelny zwany bookolabrasem – odpowiedzialny za sprawy wagi państwowej. Bookolabras posiadał własną gepidzką służbę – być może wskutek kontaktu ze społeczeństwami posiadającymi wyodrębniony stan kapłański. Źródła bizantyjskie informują o konflikcie bookolabrasa z kaganem (podobno z powodu zbytniej poufałości szamana z haremem władcy) i jego ucieczce na ziemie Cesarstwa. Ponawiane przez kagana prośby o jego wydanie niekoniecznie świadczą tylko o chęci zemsty, w państwie zabrakło bowiem nagle pośrednika zapewniającego poparcie bóstw i duchów opiekuńczych. Szamani byli też lekarzami w swojej społeczności. W trakcie prac archeologicznych znaleziono nawet proste narzędzia chirurgiczne z brązu: skalpele i czerpaczek – sitko. Grzegorz z Tours informuje w swej Kronice  o działalności magicznej szamana, który wywołał burzę w czasie bitwy, co przesądziło o zwycięstwie Awarów.

## Magia
Działalność magiczna stanowiła nieodłączną część codzienności lub też wiązała się ze specjalnymi okazjami. Na co dzień Awarowie nosili przeciw czarom i urokom amulety: pojedyncze kły świni, wilka, dzika, którym przypisywano specyficzne właściwości w zależności od rodzaju zwierzęcia. Oprócz tego znaleziono amulety w formie zawieszek solarnych i lunarnych, miniaturowe narzędzia, groty strzał scytyjskich. Amulety nosiły szczególnie dzieci. Odnaleziono groby dziewczynek z naszyjnikami wykonanymi z kilkunastu długich kości zająca. W Azji Centralnej zająca uważano za zwierzę szamańskie i wiązano z księżycem. Jeszcze bardziej rozpowszechniona była wiara w magiczne właściwości kury domowej. U ludów koczowniczych wiązała się ona ściśle z kilkupiętrową wizją świat i była przedstawiana przy drzewie kosmicznym. U Awarów dosyć często składano ją na ofiarę dla zmarłych, podobnie jak gęś. Na cmentarzyskach awarskich często odkrywano również skorupki jaj kurzych lub gęsich malowanych i zdobionych wydrapywaniem.

## Obyczaje pogrzebowe
Zmarłych Awarzy chowali w pozycji wyprostowanej. Dla wczesnego okresu jest poświadczony obrzęd całopalenia konia wojownika wraz z uprzężą charakterystyczny dla wschodniej Azji, który potem zanika. Uroczystościom pogrzebowym towarzyszyło palenie ognisk, pozostałości po ogniskach zsypywano do grobu. Zwłoki zmarłego owijano w całun. Chowano go w stroju, z ozdobami, przedmiotami codziennego użytku, mężczyzn z bronią. Do grobu składano jadło: mięso, drób, jajka, napoje we flaszkach. Kagan Bajan po śmierci 7 synów, którzy zmarli od zarazy odprawiał 11-dniową żałobę w obozie pod Driziperą. Trudno ocenić czy była to okres zwyczajowo przyjęty czy podyktowany tak ogromną stratą.

## Wiara w życie pozagrobowe
Awarowie wierzyli w ingerencję zmarłych w życie ludzi żywych i to zarówno złośliwą jak i opiekuńczą. Wiara w życie pozagrobowe u Awarów ma kilka aspektów:
- Awarowie wierzyli w wampiry i próbowali przeszkodzić ich szkodliwym wędrówkom. Na cmentarzyskach znajdowane są zwłoki odwrócone twarzą do ziemi, skrępowane, przygważdżane do dna grobu, albo z obciętą czaszką.
- Charakterystyczny dla religii awarskiej kult przodków przejawiał się szczególnie w kulcie czaszki zmarłego przodka czy bliskiego krewnego. W określonych sytuacjach składano ją lub je do grobu wraz ze zwłokami później zmarłego członka rodu.
- Nadprzyrodzone właściwości przypisywano również głowie zmarłego wroga, która stanowiła wojenne trofeum.

## Chrześcijaństwo wśród Awarów
Przyjęcie chrześcijaństwa przez Awarów nastąpiło wraz z upadkiem ich państwa. Na terenach kaganatu istniała jednak już w VI wieku, przynajmniej do 630 roku, enklawa zromanizowanej ludności chrześcijańskiej. Społeczność ta zamieszkiwała nad Balatonem i miała nawet chrześcijańską bazylikę. Spore grupy chrześcijan istniały również wśród zamieszkujących kaganat Gepidów.
Awarowie zaczęli przyjmować chrzest w wielkiej liczbie pod koniec VIII wieku. Na przełomie 795 i 796 roku zgłosił się do obozu Karola Wielkiego tudun awarski z chęcią ochrzczenia się wraz z poddanymi. Zimą przybył na dwór w Akwizgranie i został ochrzczony. Niewątpliwie jego motywacje były także polityczne. W kaganacie przybierała na sile rywalizacja polityczna pomiędzy książętami i tugun mógł liczyć, że decyzja ta wzmocni jego pozycję.
Działalność Karola Wielkiego zmierzała jednak do podporządkowania ziem awarskich, a co za tym idzie do ich włączenia do frankońskiej organizacji kościelnej. Radził nad tym zwołany w 796 roku synod biskupów w nieokreślonym bliżej miejscu nad Dunajem, być może na zachodnich terytoriach kaganatu. W 798 roku biskup Salzburga, Arno został mianowany arcybiskupem i miał się zająć budowaniem struktury kościelnej na północ od Drawy. Biskupem misyjnym został Deodoricus. Działalność misyjna uległa zakłóceniu z powodu wybuchu powstania w 802 roku. Po jego stłumieniu w 803 roku do arcybiskupstwa Salzburga zostały włączone tereny po Balaton i Rabę. W 805 roku w rzece Fisha został ochrzczony kagan awarski, który przyjął imię Abrahama. Trudno wobec fragmentaryczności danych stwierdzić cokolwiek pewnego o motywach jego decyzji. Trudno też wobec zniknięcia Awarów ze sceny dziejów stwierdzić jaki był przebieg i owoce prowadzonej wśród nich działalności misyjnej.